# Срібний флот 1715 року

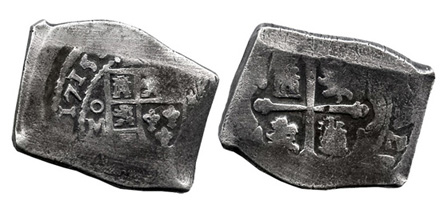
Срібні песо (піастри), викарбовані у Мехіко в 1715 р. зі знайдених скарбів Срібного флоту 1715 року.

Срібний флот 1715 року — один з численних Срібних флотів Іспанської імперії, що на регулярній основі перевозили здобуті в Новому Світі дорогоцінні метали та рідкісні товари в метрополію і складався з 11 кораблів. В ніч з 30 на 31 липня 1715 року, через сім днів після виходу з Гавани на Кубі, усі одинадцять іспанських кораблів флоту загинули в урагані біля східного узбережжя Флориди. Деякі артефакти та монети Срібного флоту 1715 року дотепер час від часу знаходять на Узбережжі скарбів у Флориді.

## Опис
Флот 1715 року фактично складався з двох окремих іспанські флоти зі скарбами — «флот Нової Іспанії» під командуванням капітан-генерала Хуана Естебана де Убілья в складі чотирьох кораблів та «флот Нової Гранади» під командуванням Антоніо де Ечеверза в складі семи кораблів. Разом із флотом відплив 12-й корабель, французький фрегат «Le Grifon».

## Загибель флота
В ніч з 30 на 31 липня 1715 року, через сім днів після виходу з Гавани на Кубі, Срібний флот потрапив в ураган біля східного узбережжя Флориди. Усі одинадцять іспанських кораблів були або потоплені або винесені на берег чи прибережні рифи. Капітан французького корабля «Le Grifon» не був знайомий з узбережжям Флориди і вирішив триматись далі в морі, що дозволило йому благополучно пережити ураган і повернутись до Європи.
У катастрофі загинули понад 1000 моряків, солдатів і пасажирів. Близько 1500 тих, хто вижив, зуміли вибратись на болотисте та вкрите джунглями узбережжя Флориди, далеко від найближчих європейських поселень, тому багато хто з врятованих іспанців в подальшому загинув від поранень, виснаження, голоду та спраги. Виявивши, що жоден корабель не врятувався від загибелі, старший з тих, хто вижив, адмірал дон Франциско Салмон, відправив капітана Себастьяна Мендеса на врятованій шлюпці за допомогою до іспанського поселення Сент-Аугустин (сучасний Сент-Огастін), що знаходилось в 120 милях на північ від місця катастрофи. Капітан Мендес дістався до Сент-Аугустіна через три дні, і незабаром після цього звідти на місце аварії прибула допомога. Крім того, 6 серпня Франциско Салмон відправив штурмана Ніколаса де Індіа з 18 людьми на іншій шлюпці на Кубу. Човен дістався Гавани за десять днів і губернатор Вісенте де Раджа негайно відправив до Флориди експедицію в складі одного корабля та семи шлюпів для порятунку залишків Срібного флоту. Іспанці негайно почали рятувати затонулі скарби. За допомогою тубільних індіанців-пірнальщиків до кінця грудня 1715 року іспанцям вдалося врятувати із затонулих кораблів золото і срібло на суму 5,2 мільйона песо та повернути їх до Гавани. В серпні 1716 року перші частини врятованого скарбу дісталися Кадіса в Іспанії.

## Напади піратів

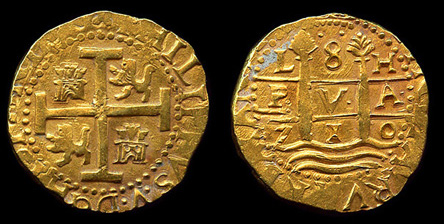
Рідкісні 8 ескудо з Ліми, датовані 1710 роком, зі знайдених скарбів Срібного флоту 1715 року.

Новина про затонулий флот зі скарбами швидко поширилася, так що незабаром біля узбережжя Східної Флориди з'явилися капери та пірати. На початку січня 1716 року англійські капери Генрі Дженнінгс і Джон Уіллс напали на іспанський табір Пальмар-де-Айс з двома маленькими шлюпами і 300 чоловіками, захопили приблизно 60 захисників без опору і змогли захопити за різними джерелами від 120 000 до 350 000 срібних песо. . Незважаючи на ці напади, іспанці продовжили пошуки скарбів і змогли врятувати більше залишків золотих і срібних скарбів, перш ніж вони припинили пошуки в липні 1716 року. Офіційно іспанцям не вдалося знайти і врятувати золота і срібла лише на 1 244 900 песо, але сучасні дослідники підозрюють, що через широко поширену на той час контрабанду срібла і особливо золота на срібних флотах не було знайдено скарбів на суму близько 2,2 мільйона песо. У сучасних умовах ці скарби коштували приблизно 550 мільйонів доларів. [1] Пірати та грабіжники продовжували шукати нові скарби приблизно до 1718 року, поки не забули про уламки корабля біля узбережжя Флориди, яка тоді ще була майже незаселеною європейцями.
Участь у пошуку скарбів Срібного флоту 1715 року брало багато кораблів, у тому числі піратські. Англійський капер Генрі Дженнінгс був вперше звинувачений в піратстві за те, що він нападав як на рятувальні кораблі, так і безпосередньо на іспанський табір, що займався організацією рятівних робіт на узбережжі Флориди. 

## Пошуки та збереження
Мисливець за скарбами Кіп Вагнер та його команда створили виставку, яка відбулася у виставковому залі National Geographic «Explorers Hall» у Вашингтоні, округ Колумбія, і була описана в номері журнала National Geographic за січень 1965 року. Експонати виставки лягли в основу унікальної колекції скарбів Срібного флоту 1715 року, яка пригорнула увагу сотень відвідувачів з усього світу. У 1966 році Вагнер опублікував свою книгу «Піастри» (Пошуки скарбів втраченого іспанського флоту), що містила розповідь про пошук та дослідження багатьох із цих затонулих кораблів біля «Узбережжя скарбів» у Флориді. Урочисте відкриття виставки відбулося 1 травня 1967 року в First National Bank of Satellite Beach, Флорида. 
У 1987 році залишки затонулого корабля Urca de Lima з Срібного флоту 1715 року стали першим затонулим кораблем, якому було надано статус підводних археологічних заповідниках Флориди . 
Компанія Мела Фішера, Mel Fisher's Treasures, продала права на затонулий корабель флоту 1715 року компанії Queens Jewels, LLC.
У 2015 році компанія 1715 Fleet — Queens Jewels, LLC та її засновник Брент Брісбен виявили 4,5 мільйона доларів у золотих монетах біля узбережжя Веро-Біч, Флорида. Монети походять із місця корабельної аварії флоту 1715 року, відомого як затонулий корабель Corrigans.

## Список ідентифікованих кораблів
- Urca de Lima (Santissima Trinidad)
- Santo Cristo de San Roman[3]
- Nuestra Señora de las Nieves[4]
- Nuestra Señora del Rosario y San Francisco Xavier[5]
- Nuestra Señora del Carmen y San Antonio (колишній англійський HMS Hampton Court (1678)[6]
- Nuestra Señora de Regla
- Nuestra Señora de la Popa (La Holandesa)

Нові дослідження показують, що затонулий корабель Douglass Beach, який довгий час вважався «Nuestra Señora de las Nieves», насправді є флагманом флоту «Santa Rita y Las Animas», що був куплений Убільєю на Кубі в якості флагмана флоту та перейменований на «Nuestra Señora de Regla».

## У масовій культурі
У фільмі «Золото дурнів» 2008 року головні герої шукають місцезнаходження одного із затонулих кораблів Срібного флоту (разом із його скарбами). 
Флот зі скарбами був використаний як фон для сцени у відеогрі Assassin's Creed IV: Black Flag. Головний герой, Едвард Кенуей, перебуває на борту одного з кораблів флоту як ув'язнений, і йому вдається втекти за допомогою свого майбутнього квартирмейстера Адевале, залучивши до екіпажу інших полонених піратів. Зрештою піратам вдається втекти від флоту та урагану, викравши дванадцятий корабель, бриг Ельдорадо, який Едвард зберігає та перейменовує на Jackdaw і який стає кораблем гравця до кінця гри. Пізніше Едвард згадує цю подію, коли Чорна Борода запитує, як він отримав Jackdaw і пропонує відвідати це місце, щоб врятувати частину втраченого скарбу. 
У фільмі «Глибина» 1977 року, знятого по роману Пітера Бенчлі «Глибина», Девід Сандерс (Нік Нолті) і його британська дівчина Гейл Берк (Жаклін Біссет) знаходять ряд артефактів (під час дайвінг-експедиції біля узбережжя Бермудських островів), включаючи ампулу рідини бурштинового кольору та медальйон із зображенням жінки та літерами «SCOPN» (абревіатура латинського «Santa Clara Ora Pro Nobis», що перекладається англійською як «Santa Clara Pray For Us») і датою 1714 рік. Доглядач маяка Святого Давида та шукач скарбів Ромер Тріс (Роберт Шоу) вважає, що медальйон взято з уламків уцілілого дванадцятого корабля Флоту скарбів 1715 року, який, як вважають, був французьким кораблем з вантажем тютюну «El Grifón». За фільмом судно повертається до Гавани на Кубі для ремонту, але затонуло біля берегів Бермудських островів".
Сюжет першого сезону шоу Starz «Чорні вітрила» здебільшого обертається навколо скарбів Срібного флоту 1715 року. Найбільший із кораблів, Urca de Lima, зазнав аварії під час урагану біля узбережжя Флориди, перевозячи золото, срібло та інші дорогоцінні товари на п'ять мільйонів іспанських доларів (піастрів) розшукується капітаном Флінтом та його командою. Скарб, який у просторіччі називають «золотом Урки», є важливою сюжетною канвою у всьому серіалі.